# Fujara
Fujara je veliko drveno puhačko glazbalo jedinstvenog dizajna koje potječe iz središnje Slovačke. Ona je zapravo kontrabas frula (aerofon s tri rupe), veličine od 160 do 200 cm, uglazbljena u A, G i F duru. Zvuk se proizvodi puhanjem na pisak na manjem, paralelnom cilindričnom tijelu fujare (slovački: vzduchovod, tj. „zrakovod”) duljine 50 do 80 cm koji je spojen na glavno dulje tijelo, i izlaskom istog kroz tri rupe na donjem dijelu glavnog tijela fujare. Fujara se svira stojeći s instrumentom u vertikalnom položaju i obično oslonjenim na desno bedro.
Iako se može svirati cijelim frekvencijama (harmonicima), uobičajeno je sviranje prepuhivanjem jer tako nastali alikvotni tonovi (tonovi viših frekvencija od harmonika) mogu stvoriti dijatoničku ljestvicu (koja ponekad imitira prirodu poput grgoljenje potoka ili izvora) uz uporabu samo tri zvučne rupe.
Tako nastaje melankolična i rapsodična glazba koja se povezivala s pastirskim životom. Fujara je postala jako popularna u 19. stoljeću, osobito njezini svirači s gorja Poľana, i prevazišla je izvornu pastirsku uporabu. Fujara se smatra važnim dijelom pastirske kulture središnje Slovačke, gdje nije samo glazbeni instrument nego i predmet velike umjetničke vrijednosti zbog uvijek prisutnih dugih i raskošnih ukrasa, raznih varijanti, na njezinoj površini. Zbog toga je upisana na UNESCO-ov popis nematerijalne svjetske baštine u Europi 2008. godine

## Vanjske poveznice
- www.Fujara.sk  Arhivirana inačica izvorne stranice od 22. travnja 2016. (Wayback Machine), uključujući primjere
- ASZA.com: Fujara - Fotografije i opis

### Ostali projekti
|  | Zajednički poslužitelj ima stranicu o temi Fujara    |
|  | Zajednički poslužitelj ima još gradiva o temi Fujara |